# Вондолкі-Буцькі
Вондолкі-Буцькі (пол. Wądołki-Bućki) — село в Польщі, у гміні Замбрув Замбровського повіту Підляського воєводства.
Населення — 108 осіб (2011).
У 1975-1998 роках село належало до Ломжинського воєводства.

## Демографія
Демографічна структура станом на 31 березня 2011 року:
|          | Загалом | Допрацездатний вік | Працездатний вік | Постпрацездатний вік |
| -------- | ------- | ------------------ | ---------------- | -------------------- |
| Чоловіки | 53      | 6                  | 38               | 9                    |
| Жінки    | 55      | 12                 | 28               | 15                   |
| Разом    | 108     | 18                 | 66               | 24                   |